# Českomoravská myslivecká jednota
Spolek Českomoravská myslivecká jednota (ČMMJ) vznikl v roce 1992 za účelem znovuobnovení tradice Československé myslivecké jednoty a za účelem ochrany myslivosti, přírody a krajiny a v ní volně žijící zvěře, životního prostředí, ochrany ohrožených nebo zraněných živočichů a za účelem práce s dětmi a mládeží. Na úkolech k rozvoji myslivosti a ochraně přírody spolupracuje ČMMJ se státními orgány a orgány územní samosprávy, při řešení výzkumných úkolů a zavádění výsledků výzkumu do myslivecké praxe spolupracuje s výzkumnými ústavy, veterinárními a obdobnými institucemi. Činnost ČMMJ řídí myslivecká rada. Předsedou je Ing. Jiří Janota, zvolený od roku 2015. Nedílnou součástí ČMMJ jsou zájmové kluby, organizované pod Kulturně-propagační komisí, až na Klub sokolníků a Klub loveckých lukostřelců, které jsou organizovány pod Mysliveckou komisí.

## Historie
V roce 1923 založená Československá myslivecká jednota prošla obdobím první a druhé Československé republiky, obdobím Protektorátu Čechy a Morava a nakonec poválečným obdobím třetí Československé republiky. Pretotalitní proces, nastartovaný zejména po volbách v roce 1946, vyústil v únorový komunistický puč 1948. Od března 1948 byla ministerstvem zemědělství dosazena do ČSMJ národní správa (Ing. J. Vyleta). K 1. lednu 1951 následovalo zrušení zemských svazů a v průběhu roku 1952 se konaly nařízené volby do okresních a krajských výborů ČSMJ. Ve dnech 28.–29. 3. 1953 se uskutečnil v Praze I. celostátní sjezd ČSMJ, na kterém byl zvolen předsedou ČSMJ Ing. Gustav Baráček. Na II. sjezdu ČSMJ, konaném ve dnech 7.–8. 7. 1956 v Brně byly schváleny nové stanovy a předsedou zvolen Otakar Lhota. III. sjezd ČSMJ v Praze, uspořádaný ve dnech 4.–5. 7. 1959 v Praze zvolil nového předsedu Karla Šindelíře a schválil opět nové stanovy. Mimořádný IV. sjezd ČSMJ v Praze, ve dnech 28.–29. 1. 1961, sloučil ČSMJ se slovenským „Zväzom poľovných ochranných združení” do jedné celostátní socialistické organizace Československý myslivecký svaz (ČSMS). Schválena byla také nová organizační struktura ČSMS (organizace krajské, okresní, základní – jednoty ČSMS). Vedle nových stanov byly schváleny svazové směrnice. Po vydání zákon o myslivosti č. 23/1962 Sb. Československá myslivecká jednota prakticky zanikla.
Po listopadu 1989 se konaly ve všech složkách ČMS nové volby a celý demokratizační proces vyvrcholil mimořádným sjezdem ČMS dne 31. března 1990 v Praze. Po úpravě stanov musel být opětovně vybudován celý svazový život na demokratických principech. Předsedou byl zvolen prof. Ing. Josef Hromas, CSc. S účinností od 1. června 1992 přijala Česká národní rada (před rozpadem České a Slovenské federativní republiky) novelu zákona o myslivosti č. 270/1992 Sb. ČMS se stala organizací s členstvím myslivců zcela dobrovolným a byla zbavena spoluúčasti na řízení myslivosti. Myslivecká sdružení nabyla podle zákona o sdružování občanů č. 83/1990 Sb. statut samostatných právních subjektů. Po přijetí zákona o myslivosti č. 449/2001 Sb. byl svolán na 12. září 1992 do Prahy sjezd ČMS, na kterém také nastal návrat k původnímu názvu Českomoravská myslivecká jednota (ČMMJ), což mělo signalizovat návrat k tradicím ČSMJ. Od roku 2005 do roku 2014 byl předsedou Českomoravské myslivecké jednoty Ing. Jaroslav Palas, poté do konce volebního období ji vedl místopředseda Ing. Jiří Chmel. Od roku  2015 je předsedou ČMMJ  Ing. Jiří Janota. 

## Aktivity ČMMJ
ČMMJ má mnoho dalších aktivit. Stará se o přípravu nových adeptů pro výkon myslivosti a následně provádí zkoušky, sdružuje mnoho různých klubů (Klub sokolníků, Klub trubačů, Klub fotografů, Videoklub ČMMJ, Klub přátel ČMMJ, Klub autorů, Klub vábičů, Klub dam české myslivosti, Klub mladých myslivců, Klub lovecké lukostřelby), stará se o kontakt se zahraničními spolky atd. Myslivost byla zapsána na seznam nehmotného kulturního dědictví České republiky, samotné sokolnictví je již zapsáno jako nehmotné kulturní dědictví UNESCO.